# سولانا (پلتفرم بلاک چین)
سولانا یک پلتفرم بلاک‌چین عمومی با قابلیت قرارداد هوشمند است. ارز رمزنگاری شده بومی سولانا، SOL است.

## تاریخچه
سولانا در سپیدنامه‌ای که آناتولی یاکوونکو در نوامبر ۲۰۱۷ منتشر کرد، معرفی شد. این مقاله تکنیکی به نام «اثبات تاریخ» را شرح می‌دهد.
در ۱۶ مارس ۲۰۲۰، اولین بلوک سولانا ایجاد شد.
در سپتامبر ۲۰۲۱، جوانا اوسینگر، روزنامه‌نگار بلومبرگ، سولانا را «رقیب بلندمدت و بالقوه آتریوم» توصیف کرد و به سرعت بیشتر در تراکنش و هزینه‌های کمتر اشاره کرد.
در ۱۴ سپتامبر ۲۰۲۱، بلاک چین سولانا پس از انبوه تراکنش‌ها که باعث انشعاب شبکه شد، آفلاین شد و اعتبارسنجی‌های مختلف دیدگاه‌های متفاوتی دربارهٔ وضعیت شبکه داشتند. این شبکه روز بعد در ۱۵ سپتامبر ۲۰۲۱ دوباره آنلاین شد.
در ۱۶ دسامبر ۲۰۲۱، ملانیا ترامپ بانوی اول سابق ایالات متحده برنامه‌های خود را برای استفاده از سولانا برای راه اندازی یک توکن غیرقابل تعویض (NFT) اعلام کرد. بنیاد سولانا یک بیانیه مطبوعاتی منتشر کرد تا روشن کند که انتخاب وی برای پلتفرم رسماً «بخشی از هیچ ابتکار عملی به رهبری سولانا» نیست.
بلاک چین سولانا دوباره در تاریخ ۱ می ۲۰۲۲ و ۳۱ می ۲۰۲۲ آفلاین شد. قطعی در ابتدای ماه تقریباً هفت ساعت و قطعی پایان ماه حدود چهار ساعت و نیم به طول انجامید.

## طرح
سولانا با استفاده از مکانیسم اثبات سهام و مکانیسم «اثبات تاریخ» به اجماع دست می‌یابد.
مانند دیگر بلاک چین‌ها، سولانا می‌تواند قراردادهای هوشمند را اجرا کند. محیط اجرای سولانا مبتنی بر eBPF است که امکان استفاده از زبان‌های برنامه‌نویسی راست، سی و C++ را فراهم می‌کند.

## حمله هکری
سال ۲۰۲۲ هکرها نرم‌افزارهای آنلاین مرتبط با سولانا را هدف قرار داده‌اند و حدود ۶میلیون دلار به سرقت رفت. حساب رسمی سولانا در توییتر اعلام کرد که تقریباً ۸ هزار کیف پول را تخلیه کرده‌اند. این سرقت به علت اشکالی در برخی نرم‌افزارهای محبوب کاربران شبکه سولانا بود. در این حمله کیف پول‌های سخت‌افزاری تحت تأثیر حملات قرار نگرفت و در ایران نیز دارایی کاربرانی که از طریق نگهداری سرد نوبیتکس بدون اتصال به اینترنت حفظ می‌شد، از حمله هکری که به پلتفرم سولانا شد در امان بودند.